# Paracornicularia bicapillata
Paracornicularia bicapillata är en spindelart som beskrevs av Crosby och Bishop 1931. Paracornicularia bicapillata ingår i släktet Paracornicularia och familjen täckvävarspindlar. Inga underarter finns listade i Catalogue of Life.